# Roel Luynenburg
Roelof Johan „Roel” Luynenburg (ur. 23 maja 1945 w Haarlemie, zm. 7 listopada 2023 w Amsterdamie) – holenderski wioślarz, brązowy medalista igrzysk olimpijskich i mistrzostw świata.

## Kariera
Wystąpił w dwójkach bez sternika na igrzyskach olimpijskich w Meksyku w 1968, gdzie Holendrzy awansowali do Finału A. Wyścigu finałowego jednak nie ukończyli. Na rozgrywanych cztery lata później igrzyskach olimpijskich w Monachium wspólnie z Ruudem Stokvisem zdobył brązowy medal w tej samej konkurencji. W finale o 5,54 sekundy pokonała ich osada NRD, a o 1,64 sekundy wyprzedzili ich Szwajcarzy.
Wspólnie ze Stokvisem, Maartenem Kloostermanem i Erikiem Niehe wywalczył brązowy medal w czwórkach bez sternika na mistrzostwach świata w Bledzie (1966).
Po zakończeniu kariery był wieloletnim pracownikiem w klubie Nereus, w tym także trenerem.